# Паралельні матері
«Паралельні матері» (ісп. Madres paralelas) — іспанський драматичний фільм режисера і сценариста Педро Альмодовара. У головній ролі — Пенелопа Крус.
Картина стала фільмом відкриття 78-го Венеційського міжнародного кінофестивалю, де була удостоєна нагороди за Найкращу жіночу роль (Пенелопа Крус). У прокат вона вийде 3 лютого 2022.

## Сюжет
Мова у фільмі піде про двох іспанок, Джаніс та Анну, які стали матерями в один день. Їх життя протікатимуть паралельно, поки несподіваним чином не стануть взаємопов'язані назавжди….

## У ролях
- Пенелопа Крус — Джаніс
- Мілена Сміт — Анна
- Айтана Санчес-Хіхон — Тереза
- Ісраель Елехальде — Артуро
- Россі Де Пальма — Олена
- Хульєта Серрано — Бріхіда
- Даніела Сантьяго — модель
- Хосе Хав'єр Домінгес — офіціант
- Адельфа Кальво
- Інма Очоа

## Виробництво
У лютому 2021 року було оголошено, що Педро Альмодовар вже готовий до постановки свого нового фільму під назвою Madres paralelas з акторським складом на чолі з Пенелопою Крус, Ісраелем Елехальде, Хульєтою Серрано та Россі де Пальма.. 12 березня 2021 стало відомо, що Педро Альмодовар мав намір включити Аню Тейлор-Джой в основний склад фільму.
Основна частина зйомок розпочалася 21 березня 2021 року в Мадриді.

## Реліз
4 лютого 2021 року компанія Pathé придбала права на дистрибуцію фільму у Великій Британії. 23 квітня 2021 року Sony Pictures Classics придбала права на дистрибуцію фільму в США, Австралії та Новій Зеландії. Світова прем'єра відбулася 1 вересня 2021 року на 78-му Венеційському міжнародному кінофестивалі.

## Маркетинг
Оригінальний тизер-трейлер фільму був опублікований в інтернеті 26 липня 2021, повноцінний локалізований трейлер — 23 вересня.

## Оцінки та нагороди
Після прем'єри на Венеційському кінофестивалі в залі Sala Grande, фільм отримав 9 хвилин безперервних овацій від глядачів.
Картина високо відзначена критиками, її рейтинг на Rotten Tomatoes становить 100 %.
«Від першого кадру до останніх титрів цей фільм — вишукана вистава Пенелопи Крус». Times
«Паралельні матері» пропонують безліч насолод для душі, одна з яких полягає в тому, що шанувальники Альмодовара повертаються в його затишно знайоме середовище". IndieWire
«Паралельні матері» — картина нескінченної ніжності, та рідкісна ода материнства, яка нагадує, що матері насамперед — жінки". TIME
«Відвертий і серйозний фільм, настільки прямолінійний і емоційно гранично зрозумілий, що між глядачами і тим, що відбувається на екрані, стираються дистанція». Variety
«Чудово виконана робота, яка знову з невимовною красою демонструє: ніхто не здатний використовувати виразну силу кольору та мистецтва композиції так, як це робить Альмодовар». Hollywood Reporter